# موندای جیمز
موندای جیمز (انگلیسی: Monday James؛ زادهٔ ۱۹ اکتبر ۱۹۸۶) بازیکن فوتبال اهل نیجریه است.
از باشگاه‌هایی که در آن بازی کرده‌است می‌توان به باشگاه فوتبال هامارابی اشاره کرد.
وی همچنین در تیم‌های ملی فوتبال زیر ۲۰ سال نیجریه، زیر ۲۳ سال نیجریه و نیجریه بازی کرده‌است.